# Elle King

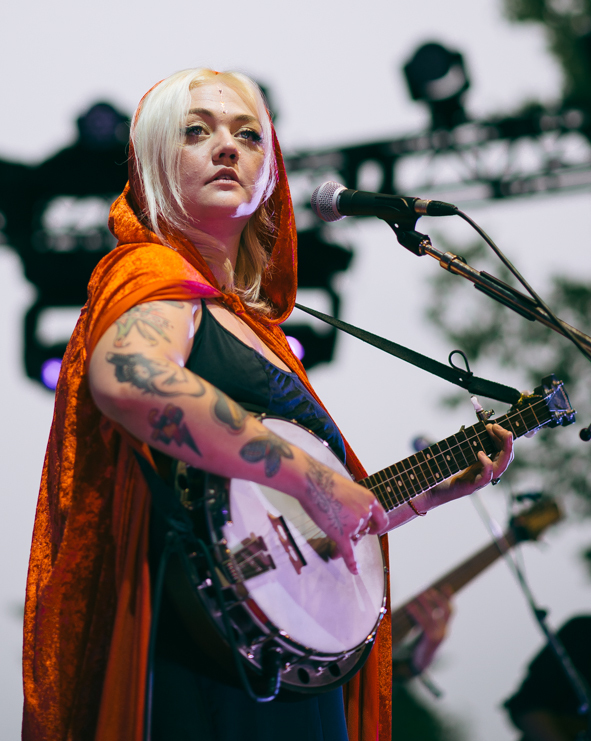
Elle King (2015)

Elle King (* 3. Juli 1989 in Los Angeles, Kalifornien als Tanner Elle Schneider) ist eine US-amerikanische Sängerin, Songwriterin und Schauspielerin. 
Sie beschreibt ihren Musikstil als Mischung aus Country, Soul, Rock und Blues. Elle King mag die Variabilität und wollte nie nur ein Genre bedienen. Einer ihrer bekanntesten Songs ist Ex’s & Oh’s aus dem Jahr 2014.

## Biografie

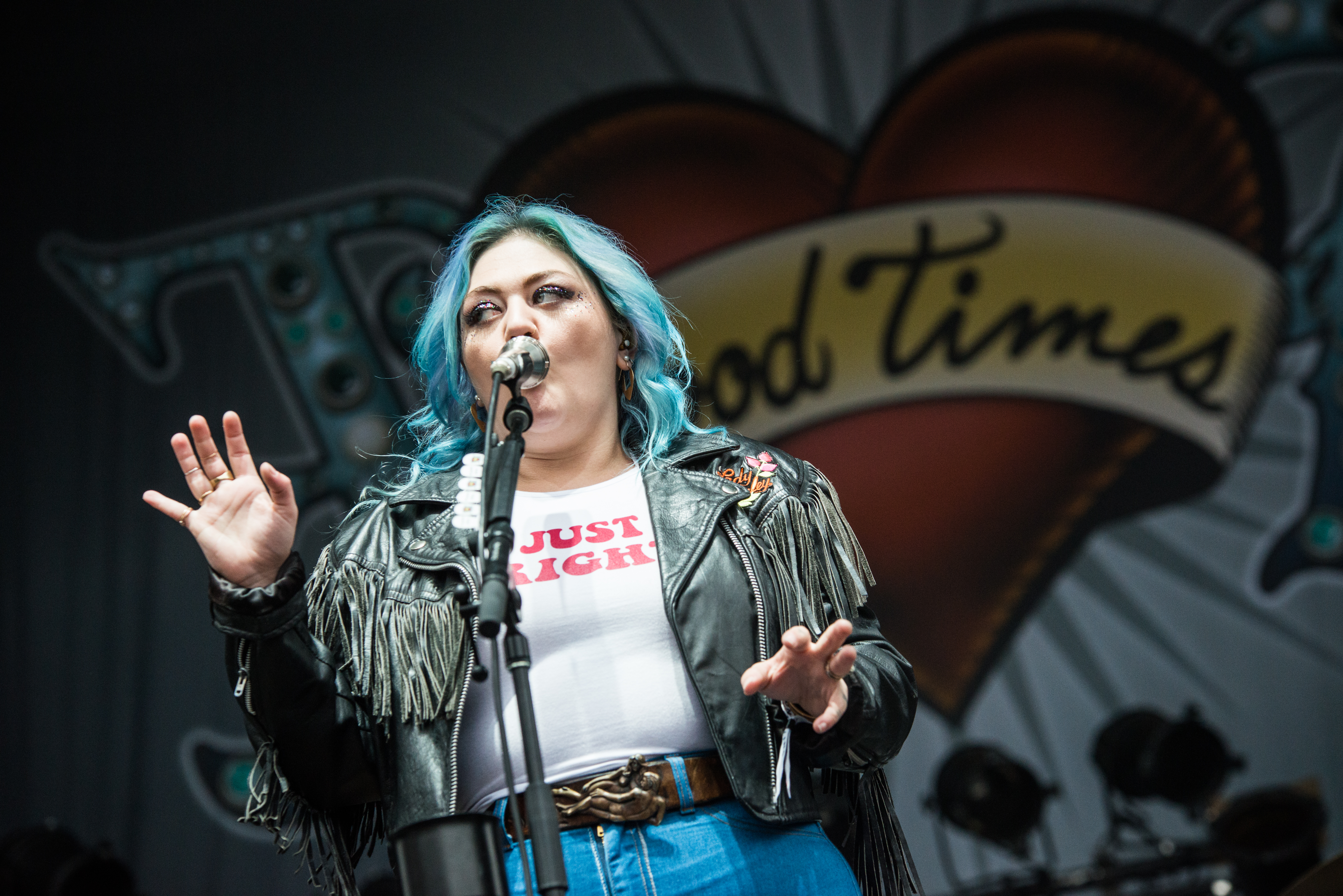
Elle King (2016)

Elle King ist Tochter von Comedian Rob Schneider und dem ehemaligen Model London King. Sie wuchs in Ohio auf. Als sie im Alter von neun Jahren Musik der Punkrock-Girlband The Donnas hörte, beschloss sie, Sängerin zu werden. Mit 13 Jahren begann sie zunächst, Gitarre zu spielen. Später kam auch das Banjo hinzu. Mit 16 Jahren tingelte King als Straßenmusikerin durch New York und Umgebung, zog dann aber nach Philadelphia, um die dortige Kunsthochschule für Malerei und Film zu besuchen. Nach ihrer Ausbildung verbrachte sie einige Zeit in Kopenhagen und Los Angeles, kehrte dann aber nach New York zurück, ließ sich in Brooklyn nieder und arbeitete u. a. in einem Tattoo-Shop in der Lower East Side.
2010 war King in dem Dokumentarfilm Legends of La La zu sehen. Im März 2012 erschien ihre erste Single Good to Be a Man bei dem Independent-Label Fat Possum Records. Daraufhin erhielt sie einen Vertrag bei RCA Records und veröffentlichte dort im Juni des Jahres The Elle King EP mit vier Tracks, darunter auch das Lied ihrer ersten Single, Good to Be a Man. In diesem Jahr absolvierte King Fernsehauftritte in Big Morning Buzz Live und der Late Show with David Letterman.
Im September 2014 kam die Single Ex’s & Oh’s als Vorbote für das im Februar 2015 folgende Debütalbum Love Stuff in die Läden. Nachdem sich das Album im März 2015 in den US-Album-Charts platzieren konnte und bis in die Top 30 vorrückte, stieg im Juli 2015, also 10 Monate nach Veröffentlichung, auch die Single in die US-Charts und erreichte Platz 10. Weitere Veröffentlichungen des Jahres 2015 sind die Digitalsingles Catch Us If You Can im April und American Girl im Mai. Beide Lieder sind in der Action-Komödie Miss Bodyguard – In High Heels auf der Flucht zu hören. American Girl ist eine Coverversion des von Tom Petty geschriebenen und mit seiner Band The Heartbreakers veröffentlichten Hits aus dem Jahr 1977.
Ebenfalls im Jahr 2015 trat King in verschiedenen Fernsehsendungen auf, darunter The Tonight Show, The Late Late Show with James Corden, Live with Regis and Kathie Lee, Jimmy Kimmel Live!, The Talk und Late Night with Seth Meyers. Ihre ersten TV-Auftritte in Deutschland hatte sie im November des Jahres in der Sendung Inas Nacht und im Dezember beim Finale der fünften Staffel von The Voice of Germany, wo sie Ex’s & Oh’s gemeinsam mit allen Kandidaten sang. Unmittelbar danach stieg die Single und eine Woche später das Album in die deutschen Charts ein.
2021 wurden King und ihr Partner Dan Tooker Eltern eines Sohnes. Im Februar 2025 wurden beide erneut Eltern.

## Diskografie

### Studioalben
| Jahr | Titel              | Höchstplatzierung, Gesamtwochen, AuszeichnungChartplatzierungen (Jahr, Titel, Platzierungen, Wochen, Auszeichnungen, Anmerkungen) | Höchstplatzierung, Gesamtwochen, AuszeichnungChartplatzierungen (Jahr, Titel, Platzierungen, Wochen, Auszeichnungen, Anmerkungen) | Höchstplatzierung, Gesamtwochen, AuszeichnungChartplatzierungen (Jahr, Titel, Platzierungen, Wochen, Auszeichnungen, Anmerkungen) | Höchstplatzierung, Gesamtwochen, AuszeichnungChartplatzierungen (Jahr, Titel, Platzierungen, Wochen, Auszeichnungen, Anmerkungen) | Anmerkungen                            |
| Jahr | Titel              | DE | AT | UK | US | Anmerkungen                            |
| ---- | ------------------ | --- | --- | --- | --- | -------------------------------------- |
| 2015 | Love Stuff         | DE45 (11 Wo.)DE | AT29 (7 Wo.)AT | UK18 Silber · (12 Wo.)UK | US26 Platin · (66 Wo.)US | Erstveröffentlichung: 17. Februar 2015 |
| 2018 | Shake the Spirit   | — | — | — | US68 (1 Wo.)US | Erstveröffentlichung: 19. Oktober 2018 |
| 2023 | Come Get Your Wife | — | — | — | US53 (1 Wo.)US | Erstveröffentlichung: 27. Januar 2023  |

### EPs
- 2012: The Elle King EP
- 2020: In Isolation

### Singles
| Jahr | Titel Album                                          | Höchstplatzierung, Gesamtwochen, AuszeichnungChartplatzierungen (Jahr, Titel, Album, Platzierungen, Wochen, Auszeichnungen, Anmerkungen) | Höchstplatzierung, Gesamtwochen, AuszeichnungChartplatzierungen (Jahr, Titel, Album, Platzierungen, Wochen, Auszeichnungen, Anmerkungen) | Höchstplatzierung, Gesamtwochen, AuszeichnungChartplatzierungen (Jahr, Titel, Album, Platzierungen, Wochen, Auszeichnungen, Anmerkungen) | Höchstplatzierung, Gesamtwochen, AuszeichnungChartplatzierungen (Jahr, Titel, Album, Platzierungen, Wochen, Auszeichnungen, Anmerkungen) | Höchstplatzierung, Gesamtwochen, AuszeichnungChartplatzierungen (Jahr, Titel, Album, Platzierungen, Wochen, Auszeichnungen, Anmerkungen) | Anmerkungen                                                       |
| Jahr | Titel Album                                          | DE | AT | CH | UK | US | Anmerkungen                                                       |
| ---- | ---------------------------------------------------- | --- | --- | --- | --- | --- | ----------------------------------------------------------------- |
| 2014 | Ex’s & Oh’s Love Stuff                               | DE10 Platin · (29 Wo.)DE | AT5 Gold · (23 Wo.)AT | CH30 (15 Wo.)CH | UK15 Platin · (19 Wo.)UK | US10 ×4Vierfachplatin · (38 Wo.)US | Erstveröffentlichung: 23. September 2014                          |
| 2016 | Different for Girls Black                            | — | — | — | — | US42 ×2Doppelplatin · (20 Wo.)US | Erstveröffentlichung: 6. Juni 2016 Dierks Bentley feat. Elle King |
| 2021 | Drunk (And I Don’t Wanna Go Home) Come Get Your Wife | — | — | — | — | US37 Platin · (30 Wo.)US | Erstveröffentlichung: 26. Februar 2021 mit Miranda Lambert        |

Weitere Singles
- 2013: I Don’t Mind (Epick feat. Elle King)
- 2015: Catch Us If You Can
- 2015: American Girl
- 2015: Under the Influence
- 2016: America’s Sweetheart (US: Gold)
- 2016: Not Easy (Alex da Kid feat. X Ambassadors, Elle King & Wiz Khalifa)
- 2016: Good Girls
- 2017: Wild Love
- 2018: Shame
- 2018: Baby Outlaw
- 2019: The Upside (Lindsey Stirling feat. Elle King)
- 2020: The Let Go
- 2020: Another You
- 2022: Worth a Shot (feat. Dierks Bentley, US: Gold)
- 2023: Jersey Giant
- 2024: High Road
- 2025: Let's Ride Away (Avicii feat. Elle King)

## Filmografie
- 1999: Rent a Man – Ein Mann für gewisse Sekunden (als Cookie Girl)
- 2006: Die Bankdrücker (als Goth Kids Freundin)
- 2009: Wilde Kirschen – The Power of the Pussy (als Sabrina)
- 2010: Legends of La La (Dokumentarfilm, als Elle King)

## Auszeichnungen für Musikverkäufe
| Goldene Schallplatte - Italien - 2016: für die Single Ex’s & Oh’s - Neuseeland - 2022: für das Album Love Stuff - Schweden - 2016: für die Single Ex’s & Oh’s - Spanien - 2024: für die Single Ex’s & Oh’s Platin-Schallplatte - Dänemark - 2021: für die Single Ex’s & Oh’s - Kanada - 2017: für die Single Different for Girls - 2018: für die Single America’s Sweetheart | 3× Goldene Schallplatte - Mexiko - 2020: für die Single Ex’s & Oh’s 2× Platin-Schallplatte - Kanada - 2023: für die Single Drunk (And I Don’t Wanna Go Home) - Neuseeland - 2023: für die Single Ex’s & Oh’s 3× Platin-Schallplatte - Australien - 2016: für die Single Ex’s & Oh’s 5× Platin-Schallplatte - Kanada - 2018: für die Single Ex’s & Oh’s |

Anmerkung: Auszeichnungen in Ländern aus den Charttabellen bzw. Chartboxen sind in ebendiesen zu finden.
| Land/RegionAuszeichnungen für Musikverkäufe (Land/Region, Auszeichnungen, Verkäufe, Quellen) | Silber  | Gold     | Platin       | Verkäufe  | Quellen              |
| -------------------------------------------------------------------------------------------- | ------- | -------- | ------------ | --------- | -------------------- |
| Australien (ARIA)                                                                            | —       | —        | 3× Platin3   | 210.000   | aria.com.au          |
| Dänemark (IFPI)                                                                              | —       | —        | Platin1      | 90.000    | ifpi.dk              |
| Deutschland (BVMI)                                                                           | —       | —        | Platin1      | 400.000   | musikindustrie.de    |
| Italien (FIMI)                                                                               | —       | Gold1    | —            | 25.000    | fimi.it              |
| Kanada (MC)                                                                                  | —       | —        | 9× Platin9   | 720.000   | musiccanada.com      |
| Mexiko (AMPROFON)                                                                            | —       | Gold1    | Platin1      | 90.000    | Einzelnachweise      |
| Neuseeland (RMNZ)                                                                            | —       | Gold1    | 2× Platin2   | 67.500    | radioscope.co.nz NZ2 |
| Österreich (IFPI)                                                                            | —       | Gold1    | —            | 15.000    | ifpi.at              |
| Schweden (IFPI)                                                                              | —       | Gold1    | —            | 20.000    | sverigetopplistan.se |
| Spanien (Promusicae)                                                                         | —       | Gold1    | —            | 30.000    | elportaldemusica.es  |
| Vereinigte Staaten (RIAA)                                                                    | —       | 2× Gold2 | 8× Platin8   | 9.000.000 | riaa.com             |
| Vereinigtes Königreich (BPI)                                                                 | Silber1 | —        | Platin1      | 660.000   | bpi.co.uk            |
| Insgesamt                                                                                    | Silber1 | 8× Gold8 | 26× Platin26 |           |                      |